# Diodonopsis
Diodonopsis – rodzaj roślin z rodziny storczykowatych (Orchidaceae). Obejmuje 6 gatunków występujących w Ameryce Południowej i Środkowej w takich krajach jak: Boliwia, Kolumbia, Kostaryka, Ekwador, Panama, Peru.

## Systematyka
Rodzaj sklasyfikowany do podplemienia Pleurothallidinae w plemieniu Epidendreae, podrodzina epidendronowe (Epidendroideae), rodzina storczykowate (Orchidaceae), rząd szparagowce (Asparagales) w obrębie roślin jednoliściennych.
Wykaz gatunków
- Diodonopsis anachaeta (Rchb.f.) Pridgeon & M.W.Chase
- Diodonopsis erinacea (Rchb.f.) Pridgeon & M.W.Chase
- Diodonopsis hoeijeri (Luer & Hirtz) Pridgeon & M.W.Chase
- Diodonopsis pterygiophora (Luer & R.Escobar) Pridgeon & M.W.Chase
- Diodonopsis pygmaea (Kraenzl.) Pridgeon & M.W.Chase
- Diodonopsis ramiromedinae Thoerle